# Fermentelos
Fermentelos és una freguesia portuguesa situada al municipi d'Águeda. La seva població segons les dades del cens de 2011 és de 3.258 habitants, posseeix una superfície de 8,58 km², la densitat de població és de 379,7 hab/km².
Era un poble fins al 1928, quan se la va reconéixer com a Vila aquell any pel Decret núm.15456, de 5 de maig.